# Metapioplasta transfigurata
Metapioplasta transfigurata is een vlinder van de familie van de uilen (Noctuidae). De wetenschappelijke naam van deze soort is voor het eerst voorgesteld als Acontia transfigurata door Hans Daniel Johan Wallengren in een publicatie uit 1856.

## Verspreiding
De soort komt voor in het Afrotropisch gebied waaronder Senegal, Gambia, Burkina Faso, Ghana, Togo, Nigeria, Kameroen, Congo-Kinshasa, Eritrea, Ethiopië, Somalië, Oeganda, Kenia, Burundi, Tanzania, Zambia, Mozambique, Namibië, Botswana, Zimbabwe, Zuid-Afrika, Eswatini, Madagaskar, de Seychellen, Saudi-Arabië en Jemen.

## Ondersoorten
- Metapioplasta transfigurata stumpffi (Saalmüller, 1891)
  - = Acontia transfigurata stumpffi Saalmüller, 1891
  - = Acontia stumpffi Saalmüller, 1891
- Metapioplasta transfigurata transfigurata (Wallengren, 1856)
  - = Acontia transfigurata transfigurata Wallengren, 1856